# Jinjer
Jinjer est un groupe de groove metal progressif ukrainien formé en 2009, dans la région de Donetsk, dans l'est de l'Ukraine. Les membres actuels du groupe sont Eugene Abdukhanov, Vladislav Ulasevish, Tatiana Shmayluk et Roman Ibramkhalilov. Aucun d’entre eux n’est un membre fondateur du groupe. Bien que la langue maternelle des musiciens soit le russe, parlée dans l’est de l’Ukraine, la chanteuse Tatiana Shmayluk s’exprime en anglais (à l’exception d’un titre de l’album Cloud Factory, Желаю значит получу, « I want it I’ll get it » et d’un passage de la chanson Retrospection, chantés en russe).
Le groupe se produit souvent en concert, surtout depuis 2013, afin d’assurer sa promotion et son engagement sur les réseaux sociaux, montant progressivement en notoriété. Le groupe a donné environ 130 concerts en 2018 et termine l’année 2019 avec plus de 150 dates. Il a joué dans presque tous les pays d’Europe, plusieurs fois en Amérique du Nord (printemps et automne 2018, automne 2019, printemps 2022 [annulé]), en Amérique du Sud (2018, 2022), en Israël (novembre 2016), à Dubaï (juillet 2017), aux Philippines (mai 2018), en Turquie (avril 2019), au Japon (avril 2019) et en Afrique du Sud (mai 2019) et il est régulièrement à l’affiche de nombreux festivals de metal. Depuis sa création, le groupe a sorti six albums studio, trois extended play (EP), un live et un DVD live.
En raison de l’invasion de l’Ukraine par les forces russes, lancée le 24 février 2022 par Vladimir Poutine, les membres de Jinjer suspendent temporairement leur carrière musicale pour aider à alléger la crise humanitaire qui sévit dans leur pays natal. Une tournée américaine est annoncée quelques mois plus tard.

## Biographie

### Débuts etInhale, Do Not Breathe(2009-2012)
Jinjer est créé en 2009 par le guitariste Dimitry Oksen, avec Maksym Fatullaiev au chant, Vyacheslav Okhrimenko à la batterie et Oleksiy Svinar à la basse. Choisi par son fondateur, le nom du groupe, « Jinjer », n’a pas de réelle signification. Les musiciens sont originaires de la ville d’Horlivka, dans la région de Donetsk, dans l’est de l’Ukraine. Le groupe n’a alors pas d’ambition commerciale et cherche seulement à se produire dans des clubs locaux d’Horlivka et des villes avoisinantes. Il réalise néanmoins un premier EP de quatre titres, auto-produit : Objects in Mirror are Closer Than They Appear.
En 2010, peu de temps après la sortie de l’EP, le chanteur Maksym Fatullaiev émigre aux États-Unis. Il est alors remplacé par une chanteuse, Tatiana Shmayluk, qui au départ n’entend pas rester dans le groupe, mais seulement aider quelque temps des amis musiciens qui ont besoin d’une voix. Le groupe sort alors deux singles, auto-produits : Hypocrites and Critics et Objects in Mirror Are Closer Than They Appear (à ne pas confondre avec l’EP du même nom). À peu près au même moment, un nouveau guitariste rejoint le groupe, Roman Ibramkhalilov, tandis qu’un nouveau batteur, Oleksandr Koziychuk, remplace Vyacheslav Okhrimenko.
L’arrivée en 2011 d’Eugene Abdiukhanov à la basse va apporter une plus grande stabilité au groupe, ce dernier prenant aussi en charge sa direction et sa promotion. Jinjer commence alors à se faire connaître sur la scène metal underground d’Ukraine. En 2012, grâce à sa victoire dans une compétition musicale locale, le groupe gagne la possibilité d’enregistrer gratuitement quelques titres en studio. La sortie de Inhale, Do Not Breathe, un EP de cinq titres, est suivie de celle de la première vidéo officielle de Jinjer, Exposed as a Liar, ce qui permet à ce groupe totalement absent des plateformes de diffusion modernes d’être remarqué, notamment à l’étranger. Un label grec, The Leaders Records, leur offre de produire officiellement leur album et l’année suivante, Inhale, Do Not Breathe devient un LP de dix titres, dont trois live. Dans le même temps, la société roumaine Cavaleria Events leur permet de se produire pour quelques dates en Roumanie et en Moldavie.

### Best Ukrainian Metal Band etCloud Factory(2013-2015)

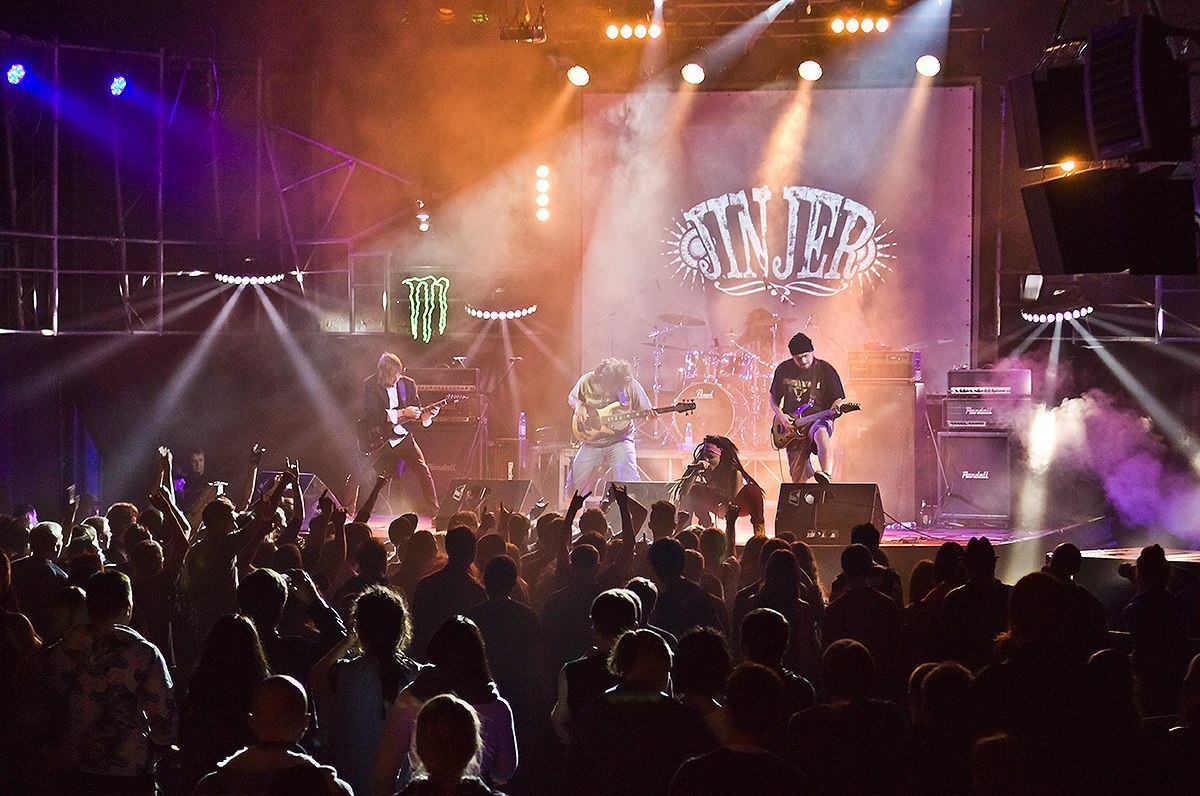
Jinjer sur scène lors du concours pour le Best Ukrainian Metal Band à Kiev en 2013.

L’année 2013 commence avec une tournée de quinze concerts en Ukraine, en Moldavie et en Roumanie ; mais un mois avant la tournée, le batteur Oleksandr Koziychuk annonce qu’il quitte le groupe. Il est remplacé dans l’urgence par Eugene Mantulin. Cette tournée est néanmoins un tournant dans l’histoire de Jinjer : les musiciens décident alors de se lancer à fond dans l’aventure et de s’en donner les moyens. La musique metal n’étant guère populaire en Ukraine et ne permettant pas aux musiciens d’en vivre, la seule solution qui s’offre à eux est partir en tournée à l’international pour se faire connaître. Mais pour un groupe encore quasiment inconnu, ces débuts sont très difficiles, les musiciens devant organiser eux-mêmes leurs tournées et financer les coûts de transport, de logement et de restauration.
Durant l’été 2013, Jinjer se produit dans plusieurs festivals, jouant devant des publics plus importants.
À l’automne 2013, Jinjer remporte le Prix du Meilleur Groupe de Métal Ukrainien du label InshaMuzyka de Kiev. La veille de la compétition, alors qu’ils sont en route pour Kiev, ils sont victimes d’un accident de circulation, leur van tombant dans un fossé de quatre mètres de profondeur. Par chance, personne n’a été sérieusement blessé et ils parviendront à réparer leur véhicule et à arriver juste à temps pour leur balance audio.
Le reste de l’année 2013 est passée en studio, à composer et enregistrer leur second album, Cloud Factory, comportant huit titres. Celui-ci sort en mars 2014 et pour assurer sa promotion, Jinjer part pour une tournée d’un mois en Europe (Pologne, Allemagne, République tchèque, Belgique, France et Suisse). Mais au cours de l’été 2014, avec le début de la Guerre du Donbass, les musiciens doivent précipitamment quitter leur foyers en abandonnant quasiment tout sur place pour se réfugier dans un premier temps à Lviv, dans l’ouest de l’Ukraine. Sans ressources, ils n’ont d’autre choix que de se produire le plus possible dans les clubs locaux pour faire face aux besoins du quotidien; leurs conditions de vie sont alors très précaires. Ils se produisent aussi dans divers festivals au cours de l’été, mais un drame survient. Le batteur Eugene Mantulin fait une chute du troisième étage, se blessant très gravement et restant paralysé, obligeant le groupe à annuler une large tournée en Europe. Un nouveau batteur, Dimitri Kim, prend la relève, permettant au groupe de poursuivre son activité.
Les évènements politiques et militaires en Ukraine compliquent toutefois les choses. Au début de l’année 2015, Jinjer se produit en Russie, où le groupe reçoit un bon accueil, en dépit des tensions entre les deux pays. En retour, il reçoit des violentes critiques et des menaces de la part des milieux ultra-nationalistes ukrainiens et des concerts doivent être annulés. D’autre part, une tournée en Pologne est annulée pour des problèmes de visas, mais Jinjer parvient néanmoins à résoudre ces entraves administratives pour entreprendre une tournée européenne de 25 concerts au printemps, qui fera l’objet de la sortie du DVD Crowd Factory.
Jinjer est programmé dans sept festivals pour l’été 2015, mais au milieu de l’été, Dimitry Oksen, le guitariste fondateur de Jinjer, annonce soudainement qu’il quitte non seulement le groupe, mais qu’il arrête la musique pour se consacrer à d’autres projets. Cette décision inattendue surprend les autres musiciens, qui, après avoir cherché quelque temps un remplaçant apte à supporter l’intense activité du groupe et les contraintes du style de vie qui en découle, décident de poursuivre l’aventure à quatre.
En septembre 2015, le clip du morceau Sit Stay Roll Over est vu plus de 100 000 fois en une semaine, ce qui permet à Jinjer de recevoir de nombreuses offres de la part de labels, avant de finalement signer chez Napalm Records, l’un des plus gros labels de musique metal. Les musiciens quittent alors Lviv pour Kiev, la capitale de l’Ukraine.

### Napalm Records etKing of Everything(2016-2018)

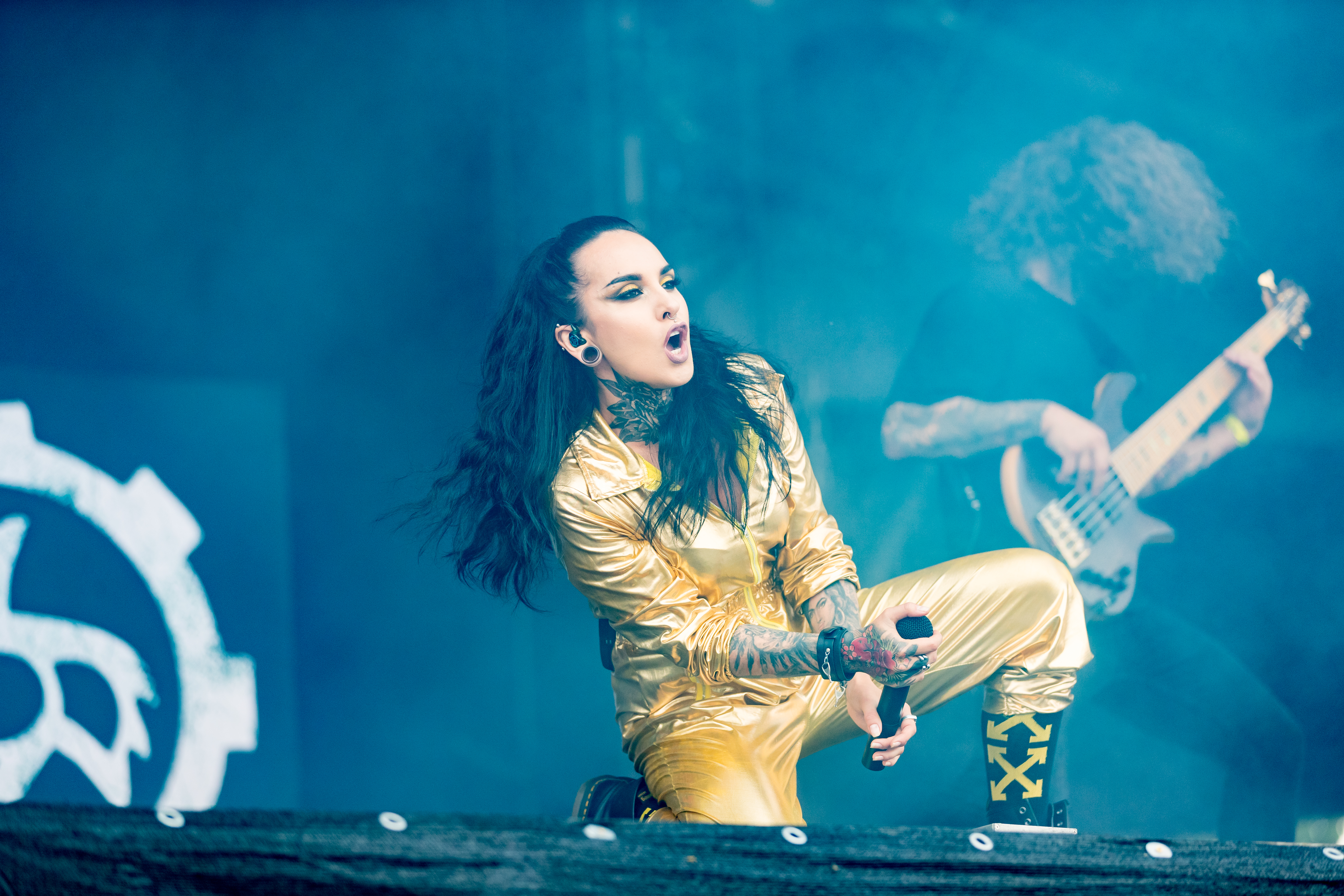
Jinjer au festival Wacken Open Air en Allemagne, en 2019.

L’année 2016 commence avec un intense travail en studio pour la composition et l’enregistrement de King of Everything, un album de dix titres. Alliant complexité et simplicité, douces mélodies et passages brutaux, l’album reçoit un excellent accueil dans la presse spécialisée lors de sa sortie en juillet 2016, certains le qualifiant de « version moderne de Pantera » (Metalized).  
La vidéo du morceau Pisces, l’un des titres phare de l’album, contribue grandement à faire sortir Jinjer de son statut de groupe underground : fin février 2022, elle totalise plus de 60 millions de vues sur Youtube, un chiffre totalement inhabituel pour un groupe de metal encore largement méconnu.
Pour la quatrième fois, un changement de batteur a lieu, Dimitri Kim quittant le groupe. Il est remplacé par Vladislav Ulasevish. La composition du groupe se stabilise, Shmayluk, Ibramkhalilov et Abdukhanov étant présents depuis plusieurs années.
À la fin de l’année 2016, Jinjer remporte pour la deuxième fois le Prix du Meilleur Groupe de Metal Ukrainien à Kiev, tandis que la vidéo du morceau I Speak Astronomy, un autre titre phare de King of Everything, remporte le Prix du Meilleur Clip Vidéo.
En 2017, le groupe fait la première partie des deux tournées européennes d’Arch Enemy ainsi que la première partie de Cradle of Filth en Amérique du Nord en 2018. Le groupe annonce aussi la réédition de leur album de 2014, Cloud Factory  sur leur nouveau label en février 2018.

### MicroetMacro(2019)
Un nouvel EP de cinq titres, Micro, est sorti en janvier 2019, suivi d’une tournée promotionnelle de deux mois en Europe, où Jinjer a joué en première partie d’Amorphis et de Soilwork. Il confirme l’évolution musicale du groupe et sa maturité et reçoit un accueil enthousiaste. Macro, un album de neuf titres présenté par Jinjer comme « une sorte de succession à Micro, similaire, mais en même temps différent », est sorti le 25 octobre 2019.
Durant la période des grands festivals d’été de l’année 2019, on notera notamment leur présence au Wacken Open Air, l’un des plus grands festivals d’Europe à être uniquement consacrés au metal. Jinjer, qui jusqu’ici s’est produit essentiellement en première partie de groupes plus connus, est pour la première fois programmé en tête d’affiche pour sa tournée nord-américaine de l’automne 2019 (septembre-octobre), avec The Browning et Sumo Cyco en première partie, ainsi que pour la tournée européenne qui suit (novembre-décembre), avec The Agonist en première partie. Leur notoriété grandissante est confirmée par de très nombreux concerts donnés à guichets fermés, parfois plusieurs semaines à l’avance.
Le 20 novembre 2020, Jinjer sort son album live Alive in Melbourne. Dans une interview donnée à Hard Force Magazine, la chanteuse déclare : « Alive in Melbourne est un produit directement lié à la COVID-19 et on l’a seulement sorti pour donner aux fans et à nous-mêmes un peu d’espoir et un signal pour de meilleurs moments à venir ».

### Wallflowerset invasion de l'Ukraine (2021-2022)
En mai 2021, Jinjer donne un concert virtuel au Hellfest à Clisson, en France. Le 27 août 2021, Jinjer lance l’album Wallflowers, qui est acclamé par la critique. L’influence de la pandémie de Covid-19 et des relations diplomatiques entre la Russie et l’Ukraine se fait sentir,,.
Le 26 février 2022, Jinjer dénonce l'invasion de l'Ukraine par la Russie, notamment dans une vidéo dans laquelle Abdukhanov prend parole. Dans sa vidéo, Abdukhanov implore toute personne, mais surtout les citoyens russes, de dénoncer l’opération militaire commandée par Vladimir Poutine et les conséquences humanitaires qui en découlent,,. Le groupe se voit forcé d’annuler la tournée qui devait débuter en mars 2022 et dit suspendre temporairement tout projet musical afin de participer à l’effort humanitaire de leur pays,. Des spectacles seraient toutefois prévus ultérieurement; une tournée américaine est ensuite annoncée en août 2022.
Le 10 juin 2022, Jinjer signe son retour sur scène au Greenfield festival à Interlaken, en Suisse. Quelques jours encore avant cette date, plusieurs membres du groupe et de leur équipe technique se battaient encore au front depuis l'appel à la mobilisation générale lancé par le gouvernement. Le groupe se produit sur la plus petite des deux scènes, la Jungfrau Stage, mais bat un record d'affluence pour la journée. Tatiana, la vocaliste du groupe, prononce un discours anti-guerre entre chaque morceau. De nombreux spectateurs arborent le tee-shirt du groupe aux couleurs du drapeau ukrainien et des panneaux avec le slogan « No War ».
Le 19 juin 2022 le groupe se produit au festival Hellfest à Clisson en Loire-Atlantique et reçoit un accueil chaleureux à la suite de leurs déclarations de soutien au peuple ukrainien. Ils y interprètent entre autres le morceau Home Back en revendiquant le droit à la liberté de l'Ukraine à la suite de l'invasion russe.

### Duél(2025)
En juin 2024, le groupe annonce avoir fini d'enregistrer son cinquième album studio. Intitulé Duél, il est annoncé en octobre 2024 avec une sortie prévue le 7 février 2025.

## Style et influences
Depuis leurs débuts, la musique de Jinjer a progressivement évolué, de metalcore à groove metal, puis progressive metal. Difficile à classer, la musique de Jinjer fusionne des éléments du groove metal, du death metal, du metal progressif, du djent, du metalcore avec des mélodies puissantes et n’hésite pas à incorporer des passages atmosphériques, jazzy, rap rock ou encore reggae. Lors de la sortie de King of Everything, les musiciens ont qualifié leur album de « metal progressif extrême avec de fortes influences groove metal, hardcore et djent ». Jinjer accorde aussi une grande importance aux paroles de leurs morceaux, rédigées essentiellement par Shmayluk, mais aussi par Abdiukhanov.
Parmi leurs influences, les musiciens de Jinjer citent généralement d’autres groupes de metal tels que Opeth, Karnivool, Lamb of God, Pantera, Death, Periphery, Destiny Potato ou encore Meshuggah. Mais ils ne limitent pas leurs influences au seul domaine du metal et avouent être ouverts à beaucoup d’autres genres musicaux : rock, R&B, funk, soul, jazz, reggae, hip-hop.
Shmayluk est une grande admiratrice d’Otep Shamaya, chanteuse du groupe Otep, de Sandra Nasic, chanteuse du groupe Guano Apes, de Pink, mais aussi d’Amy Winehouse, d’Aretha Franklin et d’Ella Fitzgerald. Elle est actuellement considérée comme l’une des meilleures chanteuses de la scène metal, sa forte présence scénique ajoutée à ses qualités de vocaliste contribuant à la popularité du groupe. Comme pour Alissa White-Gluz du groupe Arch Enemy, son chant est caractérisé par une alternance entre le chant à proprement parler (le chant clair) et le hurlement (le chant guttural ou growl), ce dernier étant inhabituel, voire inimaginable, chez une femme.
Si son groupe préféré est Opeth, Abdukhanov porte un intérêt particulier à d’autres joueurs de basse virtuoses tels que Victor Wooten, Marcus Miller ou Jaco Pastorius, classés jazz, jazz-rock ou jazz-fusion.

## Membres

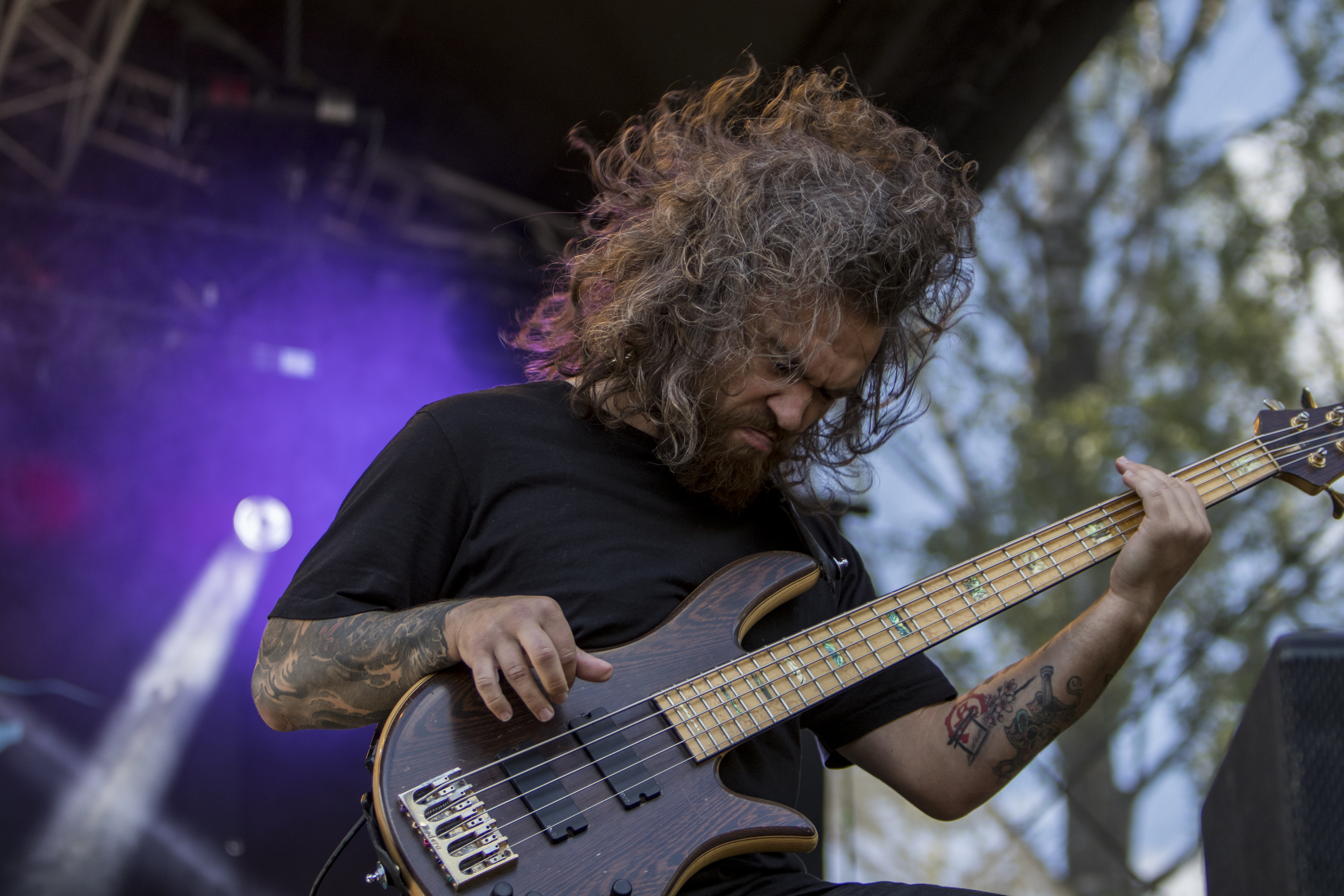
Eugene Abdukhanov, bassiste de Jinjer (2019)

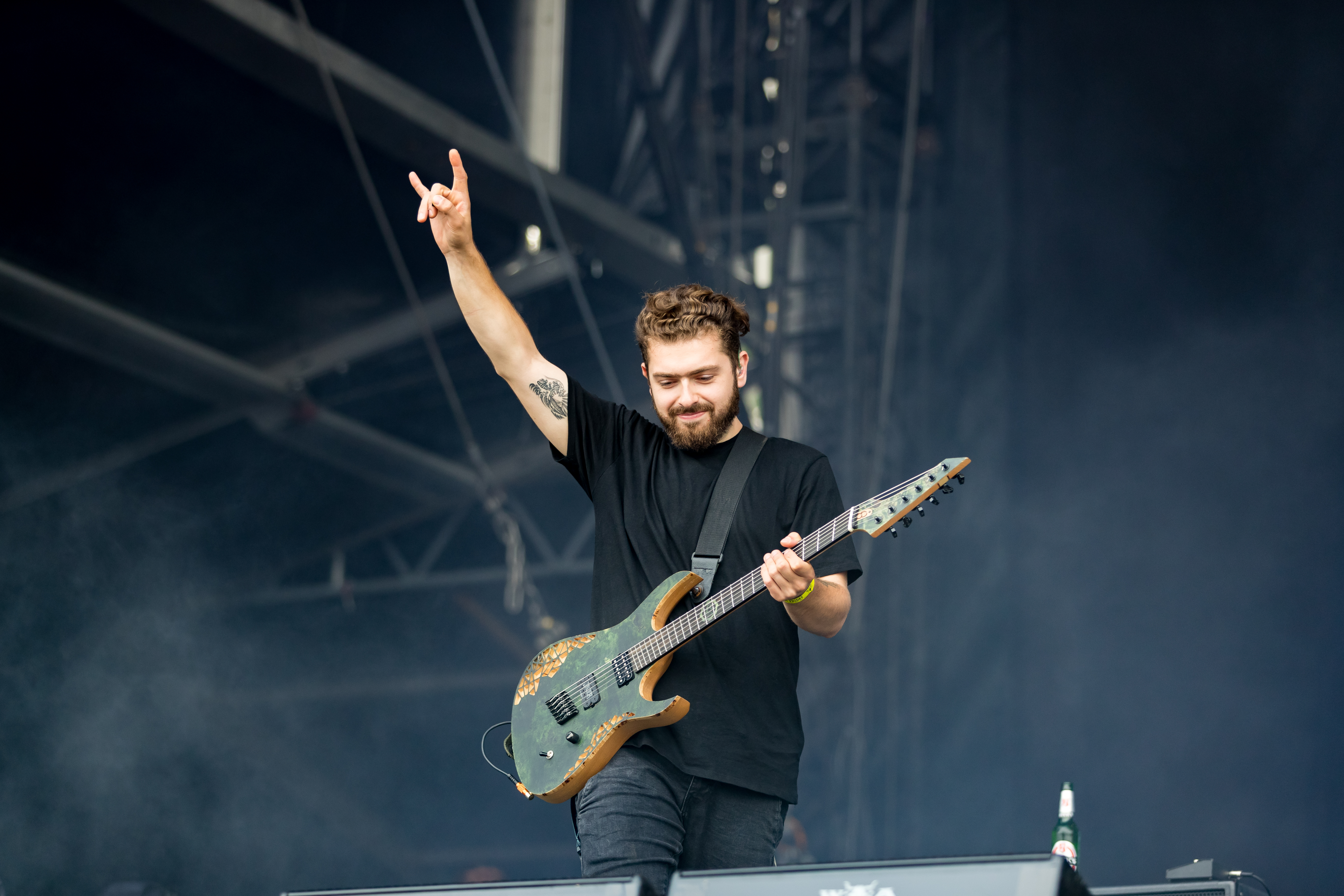
Roman Ibramkhalilov, guitariste de Jinjer (2019)

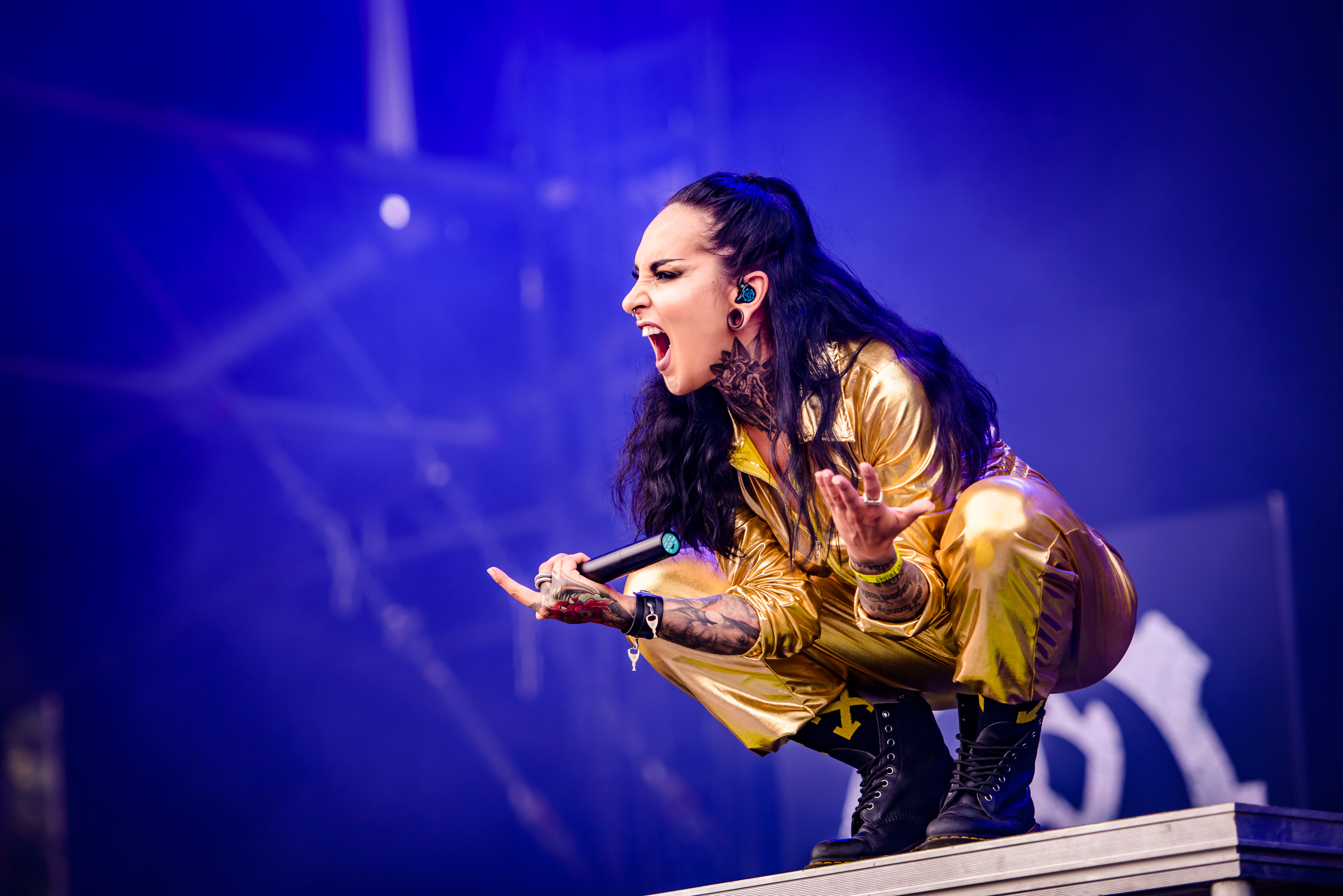
Tatiana Shmayluk, chanteuse de Jinjer (2019)

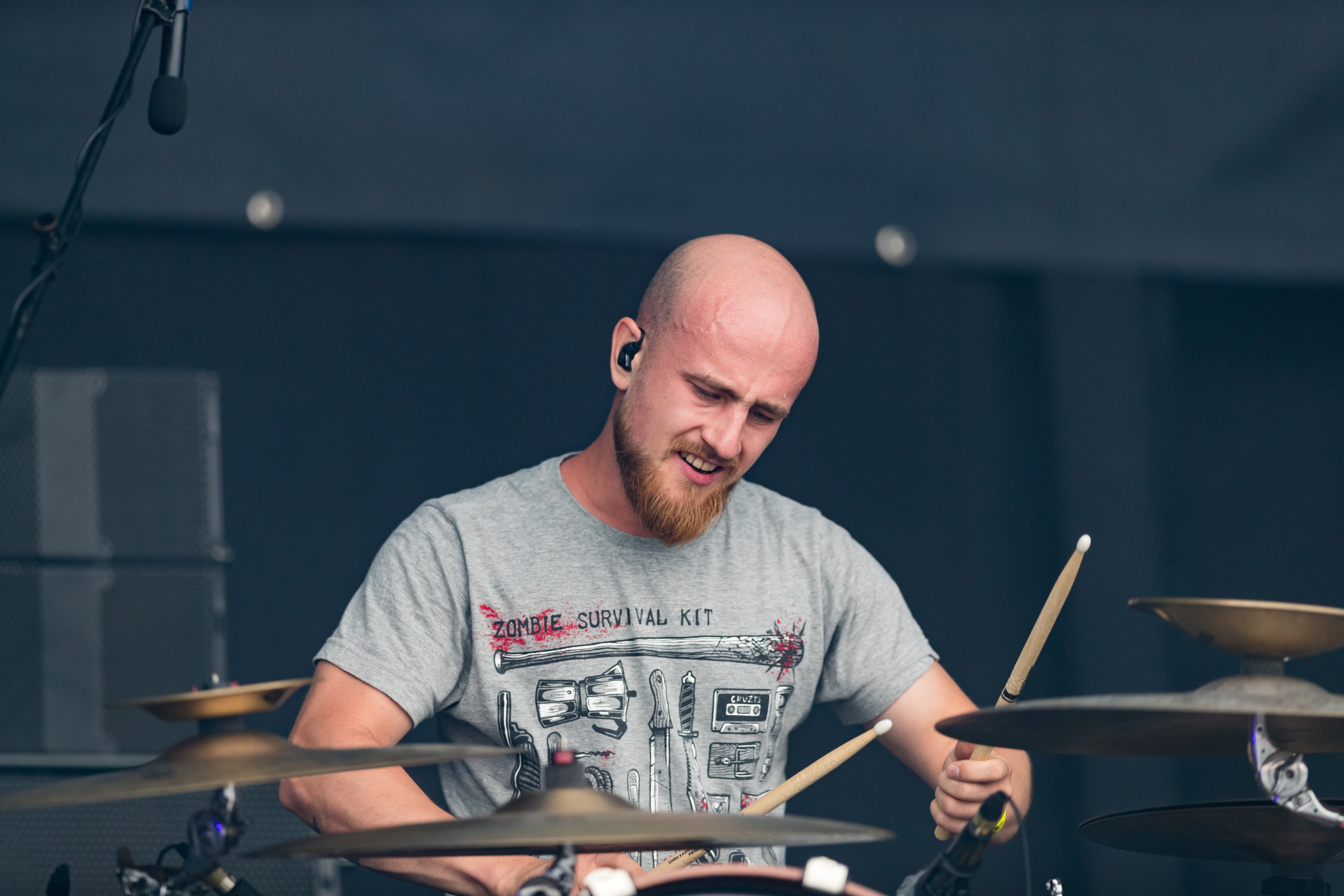
Vladislav Ulasevish, batteur de Jinjer (2019)

### Membres actuels
- Roman Ibramkhalilov – guitariste, compositeur (2010 - présent)
- Tatiana Shmayluk – chanteuse, parolière (2010 - présent)

- Eugene Abdukhanov – bassiste, compositeur, parolier (2011 - présent)
- Vladislav Ulasevish – batteur, compositeur (2016 -  présent)

### Anciens membres
- Dmitriy Oksen – guitariste (2009-2015)
- Oleksiy Svinar – bassiste (2009-2011)
- Maksym Fatullaiev – chanteur (2009)
- Oleksandr Koziychuk – batteur (2010-2013)
- Yevhen Mantulin – batteur (2013-2014)
- Dmitriy Kim – batteur (2014-2016)

## Discographie

### Extended Play
- Objects in Mirror Are Closer Then They Appear (2010) - auto-produit
- Inhale, Do Not Breathe (2012) - auto-produit
- Micro (2019) - Napalm Records

### Live
- Alive in Melbourne (2020) - Napalm Records
- Live in Los Angeles (2024) - Napalm Records

### DVD Live
- Crowd Factory (2015) - The Leaders Records
- Live in Los Angeles (2024) - Napalm Records